# Joseph Estabrook
Joseph Walter Estabrook (ur. 19 maja 1944 w Kingston, zm. 4 lutego 2012 w Houston) – amerykański duchowny katolicki, biskup pomocniczy archidiecezji wojskowej Stanów Zjednoczonych Ameryki w latach 2004–2012.

## Życiorys
Święcenia kapłańskie przyjął 30 maja 1969 i został inkardynowany do diecezji Albany. Przez kilka lat pracował jako wikariusz i dyrektor kurialnego wydziału duszpasterstwa rodzin. W 1977 rozpoczął służbę w amerykańskim wojsku, pracując przede wszystkim w marynarce wojennej.
7 maja 2004 papież Jan Paweł II mianował go biskupem pomocniczym amerykańskiego ordynariatu polowego oraz biskupem tytularnym Flenucleta. Sakry biskupiej udzielił mu 3 lipca tegoż roku abp Edwin O’Brien. Jako biskup i wikariusz arcybiskupi odpowiadał kolejno za zachodnią i wschodnią część kraju.
Zmarł w Houston 4 lutego 2012.